# Gheorghe Berceanu
Gheorghe Berceanu   (Cârna, 28 de desembre de 1949 - Slatina, 30 d'agost de 2022) és un lluitador romanès, ja retirat, especialista en lluita grecoromana, que va competir durant les dècades de 1960 i 1970.
El 1972 va prendre part en els Jocs Olímpics d'Estiu de Múnic, on guanyà la medalla d'or en la competició del pes minimosca del programa de lluita grecoromana. Quatre anys més tard, als Jocs de Mont-real, guanyà la medalla de plata en la mateixa competició.
En el seu palmarès també destaquen dues medalles d'or i una de plata al Campionat del món de lluita entre 1969 i 1975 i tres d'or al Campionat d'Europa de lluita entre 1970 i 1973.
Una vegada retirat exercí d'entrenador de lluita al club CSA Steaua București.